# ¿Conoces España?
¿Conoces España? fue un concurso de preguntas y respuestas presentado por Ramón García y emitido por La 1 en 2012. Se trataba de una adaptación de los concursos francés Connaissez-vous bien la France? y holandés Ik hou van Holland (Yo amo Holanda).

## Sinopsis
El espacio respondía al tradicional formato de preguntas y respuestas, si bien estrictamente referido a España, abordando distintas facetas como geografía, tradiciones, eventos, deporte, historia, personajes populares, gastronomía, televisión o literatura.

## Mecánica
El desarrollo del concurso se estructuraba sobre cuatro fases, en cada una de las cuales uno de los concursantes era eliminado. En la fase final el único concursante que llegaba tenía ocasión de conseguir un premio en metálico. En caso de no superar la ronda de preguntas correspondientes, el premio se acumulaba en bote para el programa siguiente.

## Presentadores
- Ramón García (2012)

## Rondas de juego
- 1. Los 3 Temas
- 2. Preguntas audiovisuales
- 3. El mapa de España
- 4. El panel final

## Audiencias
| Temporada | Temporada | Programa(s) | Estreno de temporada | Final de temporada | Audiencia media | Audiencia media | Audiencia media |
| Temporada | Temporada | Programa(s) | Estreno de temporada | Final de temporada | Espectadores    | Cuota           |                 |
| --------- | --------- | ----------- | -------------------- | ------------------ | --------------- | --------------- | --------------- |
|           | 1         | 20          | 7 de mayo de 2012    | 1 de junio de 2012 | 584.000*        | 6,7%*           |                 |